# 叢尾猴屬
叢尾猴屬（學名Chiropotes），包括僧面猴科下的五种叢尾猴，主要分佈于南美北部的委内瑞拉南部、圭亞那、蘇里南、法屬圭亞那及巴西的北部和中部。